# Georg Klotz (Geigenbauer)

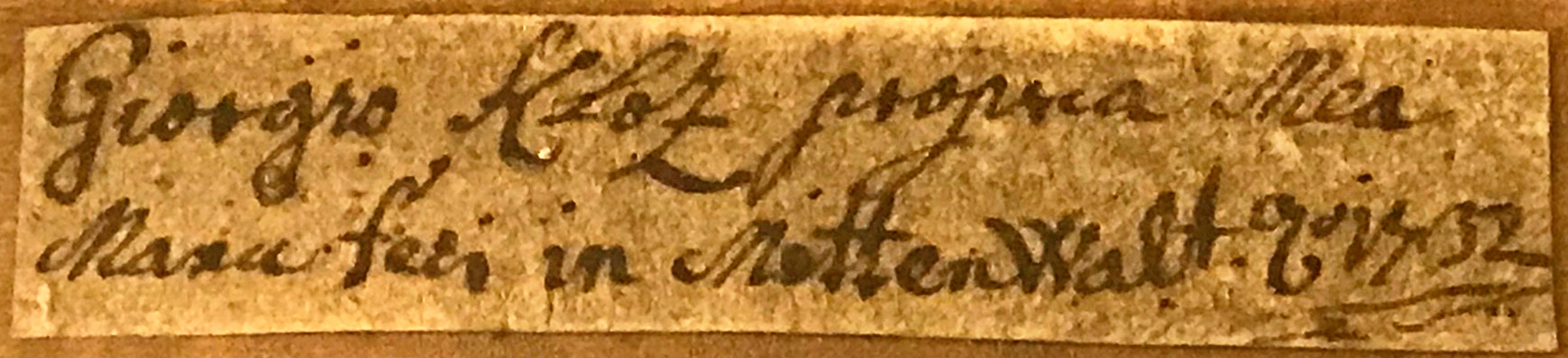
Handschriftlicher Zettel einer Georg Klotz Geige von 1732

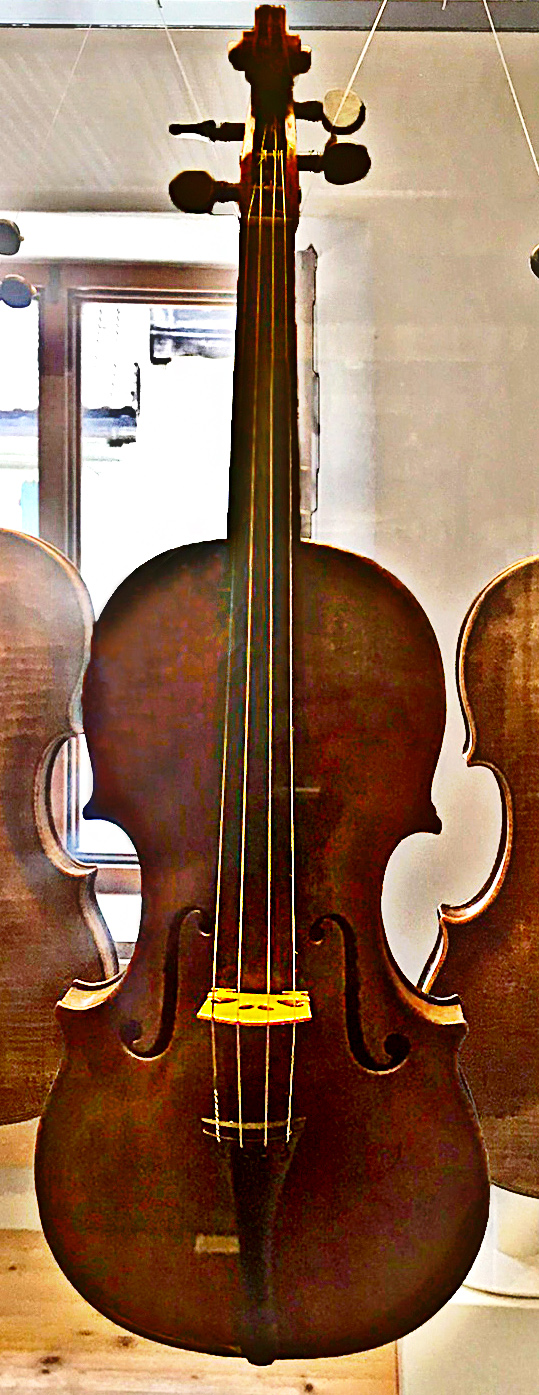
Georg Klotz Geige von 1722

Georg (I.) Klotz, auch Giorgio Kloz (* 31. März 1687 in Mittenwald, Oberbayern; † 31. August 1737 ebenda) war ein bedeutender Geigenbauer in Mittenwald aus der Familie Klotz.

## Leben
Georg Klotz war der älteste Sohn der Weberstochter Maria Seiz und Matthias Klotz, der als Begründer des Mittenwalder Geigenbaus gilt. Er erlernte den Lauten- und Geigenbau bei seinem Vater vermutlich ab ca. 1700. 1715 heiratete er in Mittenwald Anna Sprenger und machte sich vermutlich in dieser Zeit selbstständig. Zeitweise übte er in Mittenwald das öffentliche Amt des Kämmerers (Marktverraithers) aus. Von 1726 bis etwa 1730 hatten Georg Klotz und Nicolo Bruno ein gemeinsames Geschäft in Bologna. Dies geht aus zwei Geigenzetteln von 1726 und 1729 hervor und auch die Geburtsdaten seiner Kinder lassen einen auswärtigen Aufenthalt vermuten.
Alle seine Instrumente zeichnen sich durch ein sehr hohes handwerkliches und stilistisches Niveau aus. Mit den Geigen und Bratschen seines Vaters haben sie äußerlich wenig gemeinsam. Meistens ist das große Amati-Modell als Vorbild deutlich erkennbar. Ab 1722 haben sich Instrumente von ihm mit handgeschriebenen Zetteln in lateinischer Sprache erhalten. Darauf nennt er sich Georgius und später Giorgio Kloz.

## Familie
Aus der Ehe mit Anna Sprenger gingen in den Jahren 1716 bis 1726 sowie 1731 acht Kinder hervor, darunter die späteren Geigenmacher Matthias (II.) (1718–nach 1770) und Karl (1726–nach 1756). Nach Annas Tod am 6. Oktober 1734 heiratete er am 30. Mai 1735 in zweiter Ehe Barbara Prantner († 1763). Zwei Jahre später starb Georg überraschend im Alter von 50 Jahren.
Von seinen beiden Söhnen, die ebenfalls Geigenmacher wurden, ist außer dem Geburtsdatum fast nichts bekannt. Von Matthias (II.) gibt es einen gedruckten Geigenzettel von 1770: „Matthias Kloz in Mittenvvald an der Iser 1770“.

## Geigenzettel
Von Georg Klotz sind folgende Zettel bekannt:
- Ego Georgius Kloz mea propria manu feci in Mittenwalt anno 1722
- Ego Georgius Kloz mea propria manu feci in Mittenwalt anno 1725
- Nicolo Bruno, e Giorgio Kloz nella Strada delli Maestri di Legnaia In Bologna 1727
- Giorgio Kloz propria mea manu feci in Mittenwalt ao 1732
- Giorgio Kloz in Mittenwald Ao. 1736
- George Kloz in Mittenvvald an der Iser 1737